# Фрекецей (Тулча)
Фрекецей (рум. Frecăței) — село у повіті Тулча в Румунії. Адміністративний центр комуни Фрекецей.
Село розташоване на відстані 215 км на схід від Бухареста, 14 км на південний захід від Тулчі, 103 км на північ від Констанци, 60 км на південний схід від Галаца.

## Населення
За даними перепису населення 2002 року у селі проживали 1265 осіб, з них 1264 особи (99,9%) румунів. Усі жителі села рідною мовою назвали румунську.